# Olivier Giroud
Olivier Jonathan Giroud (phát âm tiếng Pháp: [ɔlivje ʒiʁu]; sinh ngày 30 tháng 9 năm 1986) là một cầu thủ bóng đá chuyên nghiệp người Pháp hiện đang thi đấu ở vị trí tiền đạo cắm cho câu lạc bộ Major League Soccer Los Angeles FC.
Giroud bắt đầu sự nghiệp câu lạc bộ cao cấp của mình khi chơi cho câu lạc bộ quê hương Grenoble, trước khi anh ký hợp đồng với Tours vào năm 2008, ở tuổi 21. Anh được vinh danh là Cầu thủ xuất sắc nhất Ligue 2 vào năm 2010 sau khi kết thúc với tư cách là tay săn bàn hàng đầu của giải đấu. Sau đó, anh trở thành chủ đề của vụ chuyển nhượng kỷ lục của hiệp hội bóng đá khi đó khi chuyển đến Montpellier với giá trị 2 triệu euro, giành chức vô địch Ligue 1 đầu tiên của câu lạc bộ và trở thành cầu thủ ghi bàn hàng đầu giải đấu vào năm 2012. Sau đó, anh gia nhập Arsenal, nơi anh đã giành được ba FA Cup để giúp chấm dứt cơn hạn hán danh hiệu kéo dài chín năm của Arsenal, và là Cầu thủ ghi bàn nhiều nhất mọi thời đại thứ mười tám của câu lạc bộ. Giroud đã ký hợp đồng với đối thủ cùng thành phố Chelsea vào năm 2018 với giá trị chuyển nhượng 18 triệu bảng Anh (20,7 triệu euro), vô địch FA Cup, UEFA Champions League và UEFA Europa League, kết thúc với tư cách là tay săn bàn hàng đầu vào cuối năm 2019. Giroud sau đó ký hợp đồng với AC Milan vào năm 2021, giúp họ vô địch Serie A 2021–22, giải đấu chấm dứt cơn hạn hán danh hiệu vô địch kéo dài 11 năm của câu lạc bộ.
Giroud đã có trận ra mắt quốc tế cho Pháp vào năm 2011 ở tuổi 25, và kể từ đó đã có hơn 100 lần khoác áo đội tuyển, bao gồm cả việc xuất hiện trong năm giải đấu lớn. Anh là cầu thủ ghi bàn nhiều thứ hai mọi thời đại của đất nước mình, nhận Chiếc giày đồng với tư cách là cầu thủ ghi bàn nhiều thứ hai khi Pháp về nhì tại UEFA Euro 2016. Sau đó, anh đã vô địch FIFA World Cup 2018 và về nhì tại FIFA World Cup 2022. Anh là cầu thủ ghi nhiều bàn thắng nhất cho đội tuyển quốc gia với 57 bàn thắng trước khi từ giã đội tuyển sau giải đấu UEFA Euro 2024.

## Đầu đời
Olivier Giroud sinh ra ở Chambéry, Pháp trong vùng Rhône-Alpes, và lớn lên ở ngôi làng Froges gần đó, gần Grenoble. Giroud là người gốc Ý thông qua cả hai người bà của mình.
Không phụ thuộc vào sự nghiệp chuyên nghiệp của mình, Giroud, sau khi lấy bằng tú tài kinh tế và khoa học xã hội (ES), đã hoàn thành năm thứ hai bằng cấp về khoa học và kỹ thuật của các hoạt động thể chất và thể thao (STAPS) tại Đại học Joseph Fourier, ở Grenoble.
Giroud bắt đầu tổ chức chơi bóng cho câu lạc bộ quê hương của mình, Olympique Club de Froges. Anh đã trải qua 6 năm tập luyện tại câu lạc bộ trước khi gia nhập câu lạc bộ chuyên nghiệp Grenoble ở tuổi 13.

## Sự nghiệp cầu thủ

### Grenoble
Giroud trải qua năm năm phát triển ở học viện trẻ của Grenoble trước khi ký hợp đồng chuyên nghiệp đầu tiên của mình ở tuổi 21. Sau đó anh thừa nhận rằng việc ký hợp đồng đầu tiên của mình là một phần quan trọng trong quá trình phát triển của anh khi là một cầu thủ, anh phát biểu: "Đội đã đưa tôi bản hợp đồng chuyên nghiệp đầu tiên của mình để trở thành nhận thức về khả năng của tôi. Nếu bạn [một câu lạc bộ] tin tưởng tôi, đó là bởi tôi phải có một vài phẩm chất tốt". Trước mùa 2005-2006, anh được đôn lên đội dự bị của đội bóng đang chơi ở Championnat de France Amateur 2, giải hạng năm của bóng đá Pháp. Giroud nhanh chóng trở thành cầu thủ quan trọng trong đội với 15 bàn thắng sau 15 trận. Màn trình diễn của anh với đội hình dự bị trong khoảng bảy tháng khiến anh được gọi vào đội một vào tháng 3 năm 2006 bởi huấn luyện viên Thierry Goudet. Giroud có trận ra mắt chuyên nghiệp của mình ở cuối trận hòa Gueugnon tại Ligue 2.

#### Cho mượn đến Istres
Trong nỗ lực nhằm tìm kiếm một vài lần ra sân, Giroud đã giành mùa bóng 2007-08 dưới dạng cho mượn tại Istres ở Championnat National, giải hạng ba của bóng đá Pháp. Dưới sự dìu dắt của huấn luyện viên Frédéric Arpinon, anh tiếp tục quá trình phát triển thành một tiền đạo và trong trận đấu thứ hai của mình với câu lạc bộ, anh có được bàn thắng đầu tiên trong chiến thắng 2-1 trước Laval. Hai tuần sau đó, Giroud tiếp tục ghi bàn trong những trận đấu lội ngược dòng trước Vannes và Créteil. Anh còn lập cú đúp đầu tiên của mình trong mùa giải trong trận thắng 2-0 khi đối đầu Arles-Avignon. Hai tuần tiếp đó, Giroud lặp lại thành tích này lần nữa, lần này là trong chiến thắng 3-2 trước Pau. Sau khi trải qua tháng 11 và 12 mà không ghi bất cứ bàn thắng nào, Giroud nổ súng trở lại trong trận thua trước Vannes và chiến thắng 2-0 trước Beauvais. Anh hoàn thành chiến dịch bằng việc ghi bàn trong tháng 4 của giải đấu trước Paris và Martigues, nâng tổng số bàn thắng anh ghi được cho Istres lên con số 14. Trong số 14 bàn thắng ấy Giroud chỉ ghi vỏn vẹn bốn bàn ở Stade Parsemain, sân nhà của Istres.

### Tours
Ngày 28 tháng 5 năm 2008, có thông tin cho biết Giroud đã đồng ý một bản hợp đồng ba năm với câu lạc bộ ở giải Ligue 2 Tours. Tiền đạo này bị thuyết phục bởi giám đốc thể thao của đội bóng là ông Max Marty, người từng là giám đốc điều hành câu lạc bộ cũ của Giroud Grenoble. Giroud cũng rất ưa thích vị huấn luyện viên của Tours là Daniel Sanchez khi phát biểu, "Luôn luôn là một điểm cộng khi có một cựu tiền đạo làm một huấn luyện viên. Lời khuyên của ông ấy đối với tôi thực sự giúp đỡ tôi rất nhiều. Với ông ấy tôi đã tiến bộ trong vị trí của mình và cả trước khung thành nữa". Giroud được trao chiếc áo số 12 và bởi chấn thương, anh có trận ra mắt đội bóng ngày 3 tháng 8 năm 2008 trong trận thua 2-1 trước Boulogne ở Cúp quốc gia Pháp. Anh có trận ra mắt giải vô địch quốc gia một tuần sau đó khi chơi trọn vẹn trận thắng 1-0 trước Nîmes. Một tháng sau, Giroud ghi bàn thắng đầu tiên cho câu lạc bộ giúp mở tỉ số trong trận đấu với Lens. Trong hiệp đấu thứ hai, Giroud tiếp tục lập công để đem về chiến thắng 3-1. Hai tuần sau, Giroud ghi bàn thắng thứ ba cho câu lạc bộ trong chiến thắng trước Ajaccio.
Ngày 26 tháng 1 năm 2010, có thông tin cho biết đội bóng ở Ligue 1 là Montpellier đã ký hợp đồng với Giroud với bản hợp đồng ba năm rưỡi. Mức phí chuyển nhượng là 2 triệu euro và nó cũng được công bố rằng Montpellier sẽ mượn Giroud từ Tours đến cuối mùa 2009-10. Tiền đạo này thừa nhận việc chuyển đến Montpellier sẽ có lợi cho anh nhất khi phát biểu, "Tôi cảm thấy nơi đây (Montpellier), huấn luyện viên và đội ngũ nhân viên có thể giúp tôi thực sự tiến bộ. Môi trường thật lý tưởng, trung tâm huấn luyện rất tốt, nhóm khỏe mạnh và có một sân vận động tuyệt đẹp với một khán giả hưởng ứng thế này". Ngay sau vụ chuyển nhượng, Giroud trải qua ba tuần mà không ghi bàn thắng nào cho tới ngày 19 tháng 2 năm 2010 với chiến thắng trước Arles-Avignon. Hai tuần sau, anh ghi bàn duy nhất của đội trong trận thua 2-1 trước Nantes. Ngày 19 tháng 3, anh lập cú đúp trong chiến thắng tử thủ khi đối đầu Châteauroux. Một tuần sau, anh tiếp tục ghi bàn trong một chiến thắng tử thủ khác trước Strasbourg. Sau bàn thắng vào lưới Strasbourg, Giroud có bảy trận tiếp theo không ghi bàn thắng, trước khi lập công trong trận đấu cuối cùng của mùa giải vào lưới Nîmes. Anh kết thúc mùa giải với 42 lần ra sân và 24 bàn thắng. Giroud ghi 21 bàn tại giải và trở thành vua phá lưới của giải đấu. Sau mùa giải, anh được Hiệp hội cầu thủ chuyên nghiệp quốc gia (UNFP) bầu là cầu thủ xuất sắc nhất năm ở Ligue 2. Giroud cũng có tên trong đội hình tiêu biểu trong năm của giải đấu.

### Montpellier
Giroud chính thức gia nhập Montpellier ngày 1 tháng 7 năm 2010. Anh đồng thời có trận ra mắt đội bóng và châu Âu vào ngày 29 tháng 7 trong trận lượt đi ở vòng sơ loại thứ ba UEFA Europa League của Montpellier với câu lạc bộ Hungary Győri ETO. Trong trận đấu, Giroud ghi bàn thắng đầu tiên cho câu lạc bộ trong hiệp đấu đầu tiên. Montpellier thắng trận đấu một cách lịch sự nhờ bàn thắng của Giroud, nhưng bị đánh bại chung cuộc sau khi để thua trên chấm phạt đền trong trận lượt về. Giroud có trận ra mắt giải vô địch quốc gia ở trận đấu đầu tiên trong chiến dịch của đội, chiến thắng 1-0 trước Bordeaux. Ngày 28 tháng 8, anh ghi bàn thắng đầu tiên tại giải trong chiến thắng 1-0 trước Valenciennes. Vào ngày 25 tháng 9, Giroud ghi hai bàn thắng trong chiến thắng trên sân nhà nhà khi tiếp đón Arles-Avignon. Cú đúp nâng tổng số bàn thắng của anh trong những lần đối đầu với đội bóng vùng Bouches-du-Rhône lên con số chín. Một tuần sau đó, anh ghi bàn thắng duy nhất trong trận thua 3-1 của Montpellier trước Lille. Vào tháng 11 năm 2010, Giroud đều ghi bàn trong các trận thắng ở hai tuần liên tiếp khi đối đầu Toulouse và Nice.
Ở Cúp Liên đoàn bóng đá Pháp, Montpellier đi đến trận chung kết của giải đấu một cách đáng ngạc nhiên. Trong trận bán kết đối đầu Paris Saint-Germain, Giroud đã chơi trọn vẹn cả trận đấu, kể cả khi bước vào hiệp phụ. Trong 117 phút, anh ghi bàn giúp đưa Montpellier tới trận chung kết lớn đầu tiên của đội kể từ mùa giải 1993-94 khi câu lạc bộ lọt vào trận chung kết của Cúp Liên đoàn bóng đá Pháp. Trong trận chung kết Cúp Liên đoàn bóng đá Pháp năm 2011, Montpellier đối đầu với Marseille và bị đánh bại 1-0 một cách lịch sự bởi bàn thắng của Taye Taiwo. Giroud cũng chơi trọn vẹn trận đấu này. Kể từ sau bàn thắng vào lưới Paris Saint-Germain, Giroud tịt ngòi trong gần hai tháng trước khi đạt được cả hai mục tiêu khi ghi bàn trở lại vào lưới cùng đội bóng này trong trận hòa 2-2 tại Sân vận động Công viên các Hoàng tử. Đến cuối của mùa giải, Giroud ghi bàn vào lưới đối thủ cho chức vô địch là Marseille và Lyon, nhưng Montpellier đều để thua cả hai trận đấu này. Sau khi kết thúc mùa giải với vị thế chân sút hàng đầu của câu lạc bộ, ngày 31 tháng năm 2011, Giroud đã ký gia hạn hợp đồng với Montpellier cho đến năm 2014.
Giroud khởi động chiến dịch mùa 2011-12 bằng việc ghi bàn ở hai trận đầu tiên trong mùa giải của đội khi chạm trán Auxerre và đương kim vô địch Lille. Montpellier giành chiến thắng cả hai trận đấu trên. Sau khi lập cú đúp trong trận hòa 2-2 với Brest, tờ báo Le Parisien của Pháp trìu mến gọi anh là le buteur de charme (tiền đạo quyến rũ). Biệt danh đã ca ngợi khả năng ghi bàn của anh, cũng như cá tính và vẻ ngoài ưa nhìn, sau đó được một số phương tiện truyền thông khác tại Pháp sử dụng để mô tả cầu thủ. Trong 18 trận của đội ở tất cả mọi đấu trường, Giroud đã thể hiện mình xứng đáng với biệt danh trên bằng việc ghi 13 bàn thắng. Hiệu suất ấn tượng bao gồm hai hat-trick vào lưới Dijon và Sochaux, lập công trong các trận thắng trước Nancy, Lyon và Nice, cũng như một bàn ở mỗi giải Cúp Liên đoàn bóng đá Pháp và Cúp quốc gia Pháp.

### Arsenal
Năm 2012, Giroud gia nhập câu lạc bộ danh tiếng của giải Ngoại hạng Anh là Arsenal nhằm thay thế Robin van Persie và từ đó trở thành tiền đạo số 1 của câu lạc bộ cho tới hiện tại. Mặc dù có những chỉ trích từ phía báo chí và các cổ động viên vì phong độ phập phù và thường xuyên bỏ lỡ những cơ hội một cách khó hiểu, nhưng Giroud vẫn nằm trong top những cầu thủ ghi bàn nhiều nhất giải Ngoại hạng Anh. Anh đã giành hai FA Cup năm 2014 và 2015 và cùng Arsenal luôn nằm trong top 4 Ngoại hạng Anh.Vào ngày 20 tháng 10 năm 2015, anh vào sân từ băng ghế dự bị để ghi bàn thắng đầu tiên trong chiến thắng 2–0 trước Bayern Munich ở vòng bảng UEFA Champions League 2015–16 .  Vào ngày 9 tháng 12, anh ghi hat-trick đầu tiên cho Arsenal trong chiến thắng 3–0 trên sân khách trước Olympiacos giúp Pháo thủ lọt vào vòng 16 đội của Champions League.Giroud ghi bàn đầu tiên trong chiến thắng 2–0 trước Aston Villa 4 ngày sau đó , trở thành cầu thủ Arsenal thứ 7 đạt 50 bàn thắng ở Premier League cho câu lạc bộ.Vào ngày 8 tháng 3 năm 2016, Giroud kết thúc chuỗi 12 trận không ghi bàn, với một cú đúp trong chiến thắng 4–0 trước Hull City trong trận đấu tại FA Cup .Vào ngày 1 tháng 1 năm 2017, Giroud ghi bàn bằng "cú đá bọ cạp" trong chiến thắng 2–0 trước Crystal Palace , bàn thắng được Arsène Wenger mô tả là bàn thắng vĩ đại nhất mà ông từng chứng kiến ở sân Emirates . Bàn thắng sau đó đã mang về cho anh ấy Giải thưởng FIFA Puskás cho bàn thắng của năm. Trong trận Chung kết FA Cup 2017 với Chelsea tại Wembley, Giroud vào sân ở phút 78, một phút sau anh thực hiện đường kiến tạo để Aaron Ramsey ghi bàn thắng giúp Arsenal vô địch.Vào ngày 28 tháng 9 năm 2017, trong trận đấu vòng bảng Europa League của Arsenal với BATE Borisov , Giroud ghi bàn thắng thứ 100 cho câu lạc bộ trong chiến thắng 4–2.

### Chelsea
Vào ngày 31 tháng 1 năm 2018, Giroud đã ký hợp đồng 18 tháng với Chelsea với mức phí không được tiết lộ.Anh có trận ra mắt trong trận thua 4-1 trước Watford tại Premier League. Anh ghi bàn thắng đầu tiên ở vòng 5 FA Cup trước Hull City trong chiến thắng 4–0 trên sân nhà.Vào ngày 14 tháng 4, Giroud vào sân từ băng ghế dự bị ghi một cú đúp giúp  Chelsea lội ngược dòng với tỷ số 3-2 trước Southampton.Trong lần ra sân thứ 500 trong sự nghiệp, Giroud đã sút phạt thành bàn để gỡ hòa và bảo toàn chiến dịch vòng bảng Europa League bất bại của Chelsea. Trong trận đấu với Vidi tại MOL Aréna Sóstó kết thúc với tỷ số 2–2.Giroud ghi hat trick đầu tiên cho Chelsea vào ngày 14 tháng 3 trong chiến thắng 5–0 trước Dynamo Kyiv trong trận lượt về vòng 16 đội tại Europa League.Vào ngày 14 tháng 8 năm 2019 Giroud ghi bàn thắng đầu tiên vào lưới Liverpool ở Siêu cúp UEFA ,kết quả cuối cùng  Liverpool vẫn  giành chiến thắng trên chấm phạt đền (5–4). Giroud kết thúc mùa giải với bàn thắng trong chiến thắng 2–0 của Chelsea trước Wolves vào ngày 26 tháng 7, kết quả giúp Chelsea có một vị trí trong UEFA Champions League 2020–21 . Anh ghi bàn thắng quyết định cho Chelsea ở phút bù giờ trước Rennes tại Champions League vào ngày 24 tháng 11 Chiến thắng giúp Chelsea tiến vào vòng loại trực tiếp của giải đấu. Vào ngày 2 tháng 12, Giroud trở thành cầu thủ lớn tuổi nhất trong lịch sử Champions League lập Poker khi ghi cả bốn bàn trong chiến thắng 4–0 trước Sevilla. Vào ngày 5 tháng 12, Giroud đánh dấu sự khởi đầu mùa giải đầu tiên của anh ấy với bàn thắng thứ năm vào lưới Leeds United và ghi tên mình vào sách kỷ lục của Premier League sau khi tiếp tục phong độ ghi bàn đáng nể. Anh trở thành cầu thủ lớn tuổi nhất từng ghi bàn trong sáu trận liên tiếp ở Premier League ở 34 tuổi 63 ngày.Vào ngày 8 tháng 12, Giroud đánh dấu lần thứ 100 ra sân cho Chelsea trong trận hòa 1-1 trên sân nhà trước Krasnodar trong trận đấu cuối cùng vòng bảng Champions League .
Vào ngày 15 tháng 2 năm 2021, Giroud trở thành cầu thủ thứ 17 trong lịch sử Premier League có 100 thay người khi thay thế Tammy Abraham bị chấn thương trong hiệp một trận đấu giữa Chelsea với Newcastle.Vào ngày 23 tháng 2, anh thực hiện một cú đá xe đạp chổng ngược ghi bàn thắng duy nhất trong chiến thắng 1–0 trước Atlético Madrid ở vòng 16 đội Champions League.Vào ngày 29 tháng 5,Chelsea đánh bại Manchester City với tỷ số 1-0 để vô địch UEFA Champions League 2020–21,trong trận đấu này anh không được ra sân.

### AC Milan
Vào ngày 17 tháng 7 năm 2021,Giroud gia nhập A.C. Milan từ Chelsea theo hợp đồng có thời hạn 2 năm. Vào ngày 29 tháng 8, Giroud ghi bàn thắng đầu tiên cho Milan bằng một cú đúp trong chiến thắng 4–1 trước Cagliari.
Vào ngày 16 tháng 10, khi đội bóng của anh ấy đang dẫn trước 2–0, anh ấy đã ghi bàn mở tỷ số cho Milan để giúp đội của anh ấy lội ngược dòng giành chiến thắng 3–2 trước Hellas Verona. Vào ngày 26 tháng 10, anh ghi bàn thắng duy nhất trong chiến thắng 1–0 của Milan trước Torino.
Vào ngày 6 tháng 1 năm 2022, anh ghi bàn mở tỷ số trước Roma, và giúp đồng đội Messias ghi bàn thứ hai sau khi Giroud cướp bóng từ hàng thủ Roma và sút trúng cột dọc, trong chiến thắng chung cuộc 3–1.  Vào ngày 5 tháng 2, Giroud ghi một cú đúp để giúp đội của anh giành chiến thắng 1–2 trước Inter trong trận Derby della Madonnina, trở thành cầu thủ Pháp đầu tiên ghi một cú đúp trở lên ở Serie A trước Inter. Bốn ngày sau, Giroud ghi thêm một cú đúp nữa cho Lazio ở Coppa Italia khi Milan đánh bại đội bóng cũ với tỷ số 4–0, tiến vào bán kết của giải đấu.
Vào ngày 6 tháng 3 tại Stadio Diego Maradona, mặc dù bị một vết cắt sâu ở ống chân trái nhưng Giroud đã ghi bàn thắng duy nhất trong trận thắng Napoli trên sân khách, giúp đội bóng của anh leo lên ngôi đầu bảng Serie A. Đó là bàn thắng thứ 11 của Giroud trong mùa giải này trên mọi đấu trường (trong 27 lần ra sân), bằng tổng số bàn thắng của anh trong cả mùa giải trước cho Chelsea (31 trận). Vào ngày 19 tháng 3, anh có pha kiến tạo thứ 4 trong mùa giải này, lập công cho Bennacer vào lưới Cagliari trong chiến thắng 1–0.
Vào ngày 24 tháng 4, tại Stadio Olimpico, anh đã ghi bàn gỡ hòa trước Lazio, giúp đội của anh lội ngược dòng 2–1. Vào ngày 22 tháng 5, anh ghi một cú đúp trong chiến thắng 3–0 trên sân khách trước Sassuolo, qua đó giúp AC Milan vô địch Serie A 2021–22 sau 11 năm chờ đợi.

## Sự nghiệp quốc tế

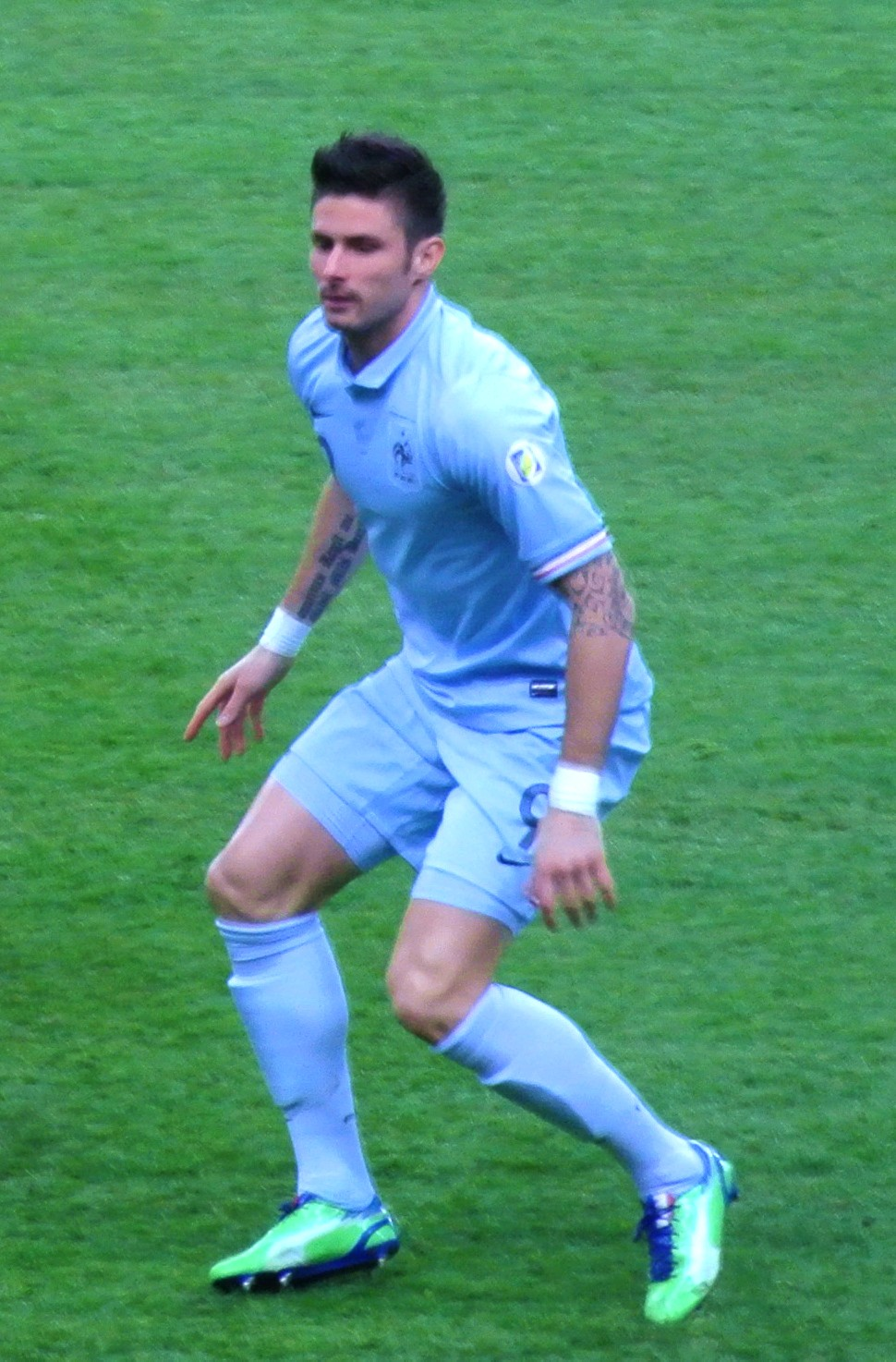
Giroud chơi cho tuyển Pháp đối đầu Gruzia ngày 22 tháng 3 năm 2013.

Trước khi đại diện cho đội tuyển quốc gia, Giroud chưa chơi một phút nào cho đội tuyển trẻ quốc gia. Năm 2001, anh được gọi lên đội U-16 bên cạnh những cầu thủ như Yoann Gourcuff, Yohan Cabaye và Sylvain Marveaux bởi huấn luyện viên Pierre Mankowski để tham gia một trại huấn luyện ở học viện Clairefontaine. Sau khi tham gia trại, Giroud không được gọi lên trong suốt thời gian chiến dịch U-16 từ 2001-02.
Ngày 3 tháng 11 năm 2011, trong nỗ lực nhằm tưởng thưởng cho màn trình diễn xuất sắc của Giroud trong màu áo Montpellier ở giải đấu nội địa, huấn luyện viên đội tuyển quốc gia Laurent Blanc đã đặt tên tiền đạo này vào đội hình để chơi trong các trận giao hữu gặp tuyển Mỹ và Bỉ lần lượt vào ngày 11 và 15 tháng 11 năm 2011. Giroud miêu tả cuộc gọi là "một giấc mơ thuở nhỏ trở thành sự thật", trong khi cũng phát biểu rằng anh rất "vô cùng thỏa mãn và một đặc ân" để đại diện cho đội tuyển quốc gia. Anh có trận ra mắt quốc tế đầu tiên của mình trong trận đối đầu tuyển Mỹ khi vào sân thay người. Pháp giành chiến thắng chung cuộc 1-0. Trong trận gặp Bỉ, Giroud kiếm được một lần vào sân thay người khác khi trận đầu kết thúc với tỉ số 0-0. Ngày 29 tháng 2 năm 2012, Giroud ghi bàn thắng đầu tiên trong sự nghiệp thi đấu quốc tế trong trận giao hữu thắng 2-1 trước tuyển Đức. Ba tháng sau anh có tên trong đội hình tham dự Euro 2012. Hai ngày trước khi đợt công bố đội hình chính thức cuối cùng, Giroud kiến tạo hai bàn trong trận giao hữu thắng lội ngược dòng 3-2 của tuyển Pháp trước Iceland.
Tại World Cup 2014 tổ chức tại Brasil, anh chỉ có được một bàn thắng trong trận thắng 5-2 của đội tuyển Pháp trước Thụy Sĩ.
Trong trận mở màn Euro 2016, Pháp đánh bại România 2-1. Giroud đánh dấu lần thứ 50 khoác áo tuyển Pháp bằng việc có tên trong đội hình xuất phát và chơi trọn vẹn cả trận đấu; anh ghi bàn mở tỉ số bằng pha đánh đầu thành bàn từ đường chuyền của Dimitri Payet ở phút thứ 57. Ở vòng tứ kết, Giroud tiếp tục tỏa sáng với một cú đúp giúp đội chủ nhà Pháp giành chiến thắng 5-2 trước Iceland. Đội tuyển Pháp sau đó lọt vào trận chung kết và thua Bồ Đào Nha với tỉ số 0-1.
Năm 2018, anh cùng đội tuyển Pháp giành chức vô địch lần thứ hai sau khi vượt qua Croatia ở trận chung kết.
Tại World Cup 2022, Giroud ghi bàn thắng vào lưới của Ba Lan và vượt qua huyền thoại Thierry Henry trở thành cầu thủ ghi bàn nhiều nhất cho đội tuyển Pháp. Đội tuyển Pháp sau đó lọt vào trận chung kết và chịu thất bại trước Argentina ở loạt sút luân lưu 11m sau khi hai đội hòa 3–3 sau 120 phút thi đấu chính thức, qua đó giành vị trí á quân.
Sau khi đội tuyển Pháp dừng bước ở bán kết UEFA Euro 2024 khi thất bại 1-2 trước đội tuyển Tây Ban Nha, Olivier Giroud chính thức chia tay đội tuyển quốc gia sau 13 năm gắn bó, tổng cộng anh đã thi đấu 137 trận và ghi được 57 bàn thắng.

## Phong cách thi đấu
Giroud có khả năng chơi ở một số vị trí tấn công, nhưng thường chơi ở vị trí tiền đạo hoặc trung vệ; anh ấy cũng đôi khi được sử dụng như một tiền đạo thứ hai, hoặc thậm chí là một số 9 ảo. Một tiền đạo làm việc chăm chỉ, anh ấy đặc biệt được biết đến với tỷ lệ ghi bàn đáng tin cậy, kích thước, thể lực, độ chính xác khi đánh đầu, sút mạnh, khả năng giữ bóng bằng lưng về phía khung thành và lối chơi liên kết hoặc tạo khoảng trống cho đồng đội của anh ấy với động tác tắt bóng của anh ấy.  Anh ấy cũng có liên quan đến việc thực hiện các pha chạy lên tuyến trước vượt qua các hậu vệ. Do phong cách chơi bóng và thiên hướng ghi bàn sau khi vào sân từ băng ghế dự bị, anh đã được mô tả như một "mục tiêu",  và như một "siêu phụ" trên các phương tiện truyền thông. Anh cũng được các chuyên gia mô tả là một trong những tiền đạo bị đánh giá thấp nhất trên thế giới.

## Cuộc sống ngoài bóng đá

### Đời tư
Giroud có một người anh trai tên Romain cũng là một cầu thủ bóng đá. Anh chơi ở học viện Auxerre và đại diện cho tuyển Pháp ở lứa U-15 và U-17, bên cạnh những cầu thủ như Thierry Henry, David Trezeguet và Nicolas Anelka, nhưng cuối cùng bỏ dở sự nghiệp chuyên nghiệp có tiềm năng để nghiên cứu và trở thành một chuyên gia dinh dưỡng.
Giroud kết hôn với Jennifer từ năm 2011. Con gái của họ, Jade được sinh ngày 18 tháng 6 năm 2013. Anh là một người theo Công giáo và có một hình xăm trên cánh tay phải từ Thánh Vịnh 23 trong tiếng Latin: "Dominus regit me et nihil mihi deerit" (Chúa là vị linh mục của tôi; Tôi sẽ không muốn). Anh miêu tả bản thân mình là "một người rất có đức tin [...] Tôi không vượt qua được bản thân trước những trận đấu của mình nhưng tôi ít khi cầu nguyện".

### Truyền thông
Năm 2013 Giroud từng khỏa thân cho Dieux du Stade, một tờ lịch từ thiện của Pháp có sự góp mặt của những vận động viên nam khỏa thân để làm từ thiện. Năm 2014 anh trở thành gương mặt của nhãn hiệu nước hoa nam Boss Bottled của Hugo Boss. Tháng 2 năm 2015 Giroud được bình chọn là "cầu thủ Premier League nóng bỏng nhất". Trong buổi phỏng vấn với GQ, anh trích dẫn David Beckham là nguồn cảm hứng cho cách anh nhìn, nói rằng "phong cách mang tính biểu tượng" của Beckham.
Giroud được Puma tài trợ từ năm 2009. Anh cùng với Antoine Griezmann đóng vai chính trong một quảng cáo cho thương hiệu được phát hành vào tháng 8 năm 2016. Thường sử dụng các động tác phức tạp trong các lễ kỷ niệm bàn thắng của mình, bàn thắng 'Glamour slide' của Giroud Lễ kỷ niệm được bao gồm trong FIFA 16 của EA Sports.
Vào ngày 13 tháng 11 năm 2018, Sony Pictures France xác nhận trên Twitter rằng Giroud đã nhận một vai trong phiên bản lồng tiếng Pháp của Spider-Man: Into the Spider-Verse (được gọi là Spiderman: New Generation khi chiếu ở Pháp) với vai trò lồng tiếng cho Norman Osborn / Green Goblin. Anh tham gia cùng với người đồng đội ở đội tuyển Presnel Kimpembe, người đảm nhận vai Mac Gargan / Scorpion.

## Danh hiệu

### Câu lạc bộ
Montpellier
- Ligue 1: 2011–12

Arsenal
- FA Cup: 2013–14, 2014–15, 2016–17
- FA Community Shield: 2014, 2015, 2017

Chelsea
- FA Cup: 2017–18
- UEFA Europa League: 2018–19
- UEFA Champions League: 2020–21

AC Milan
- Serie A: 2021–22

### Quốc tế
- FIFA World Cup: 2018; á quân: 2022

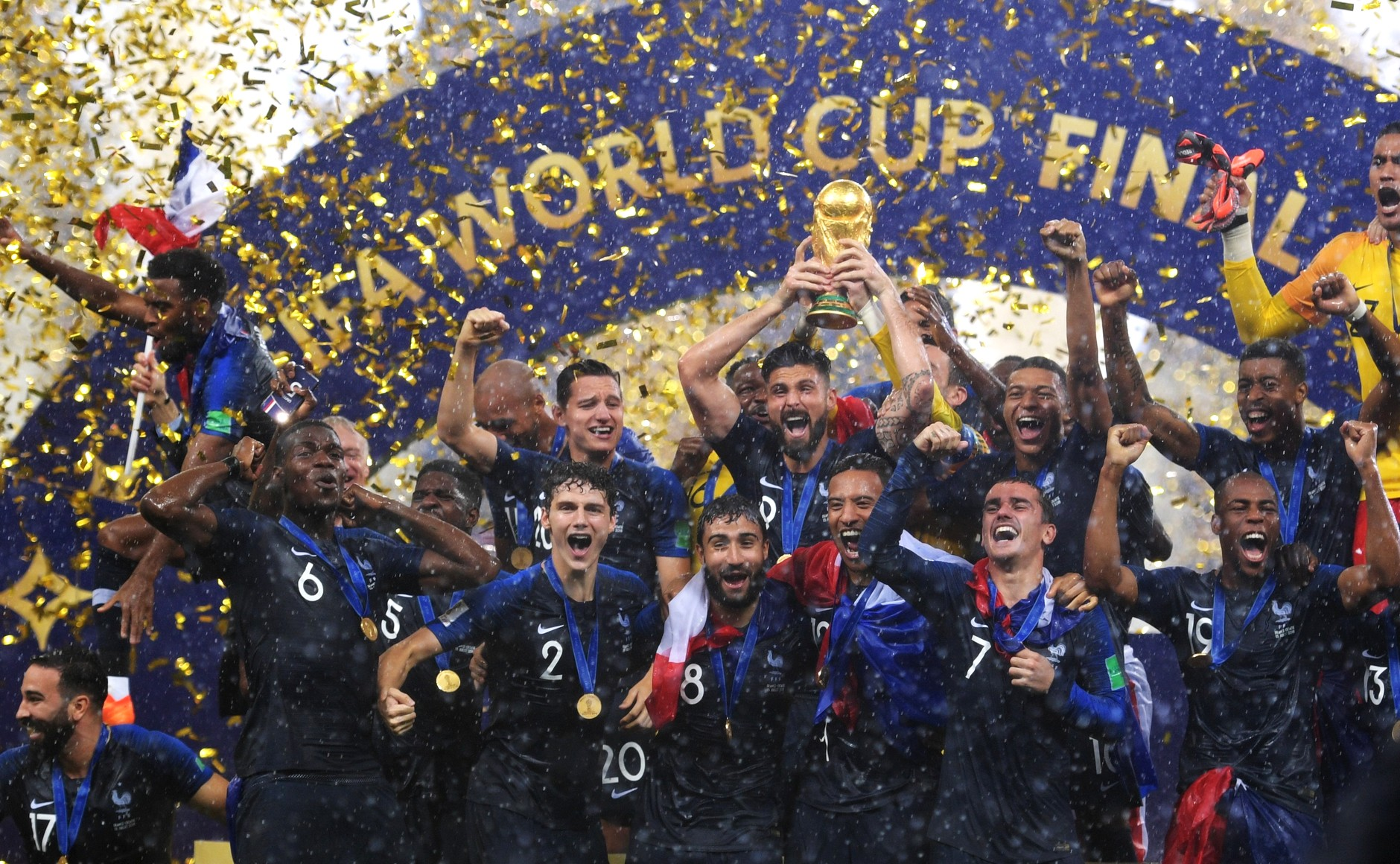
Giroud nâng chức vô địch FIFA World Cup 2018 cùng

- UEFA European Championship á quân: 2016[82]
- UEFA Nations League: 2020–21[83]

### Cá nhân
- Vua phá lưới Ligue 1: 2011–12
- Đội hình của mùa giải Ligue 1 UNFP: 2011–12
- Đội hình của mùa giải do Những người dùng Premierleague.com bình chọn: 2013–14[84]
- Cầu thủ Premier League của tháng: tháng 3 năm 2015
- Cầu thủ Arsenal của tháng: tháng 1 năm 2013, tháng 3 năm 2015[85]
- Cầu thủ của năm Ligue 2 UNFP: 2009–10
- Vua phá lưới Ligue 2: 2009–10
- Đội hình của năm Ligue 2 UNFP: 2009–10
- Cầu thủ UNFP của tháng Ligue 2: tháng 9 năm 2009, tháng 11 năm 2009.[86] *Chiếc giày đồng UEFA European Championship: 2016[87]
- Giải thưởng FIFA Puskás: 2017[88]
- Chiếc giày Đồng FIFA World Cup: 2022[89]
- Cầu thủ ghi nhiều bàn thắng nhất UEFA Europa League: 2018–19[cần dẫn nguồn]
- Đội hình UEFA Europa League của mùa giải: 2018–19[90]
- Bàn thắng của Chelsea: 2020–21[91]
- Serie A 2023–24 Thủ môn xuất sắc nhất tuần 8.[92]

Huy chương
- Bắc đẩu Bội tinh: 2018[93]

## Thống kê sự nghiệp

### Câu lạc bộ
Tính đến 25 tháng 5 năm 2024
| Câu lạc bộ          | Mùa                 | Giải đấu             | Giải đấu | Giải đấu | Cúp  | Cúp | Cúp quốc gia | Cúp quốc gia | Cúp châu Âu | Cúp châu Âu | Khác | Khác | Tổng cộng | Tổng cộng |
| Câu lạc bộ          | Mùa                 | Hạng                 | Trận     | Bàn      | Trận | Bàn | Trận         | Bàn          | Trận        | Bàn         | Trận | Bàn  | Trận      | Bàn       |
| ------------------- | ------------------- | -------------------- | -------- | -------- | ---- | --- | ------------ | ------------ | ----------- | ----------- | ---- | ---- | --------- | --------- |
| Grenoble            | 2005–06             | Ligue 2              | 6        | 0        | 0    | 0   | 0            | 0            | —           | —           | —    | —    | 6         | 0         |
| Grenoble            | 2006–07             | Ligue 2              | 17       | 2        | 1    | 0   | 1            | 0            | —           | —           | —    | —    | 19        | 2         |
| Grenoble            | Tổng cộng           | Tổng cộng            | 23       | 2        | 1    | 0   | 1            | 0            | —           | —           | —    | —    | 25        | 2         |
| Istres              | 2007–08             | Championnat National | 33       | 14       | 0    | 0   | 1            | 0            | —           | —           | —    | —    | 34        | 14        |
| Istres              | Tổng cộng           | Tổng cộng            | 33       | 14       | 0    | 0   | 1            | 0            | —           | —           | —    | —    | 34        | 14        |
| Tours               | 2008–09             | Ligue 2              | 23       | 9        | 2    | 4   | 1            | 0            | —           | —           | —    | —    | 26        | 13        |
| Tours               | 2009–10             | Ligue 2              | 38       | 21       | 1    | 0   | 2            | 2            | —           | —           | —    | —    | 41        | 23        |
| Tours               | Tổng cộng           | Tổng cộng            | 61       | 30       | 3    | 4   | 3            | 2            | —           | —           | —    | —    | 67        | 36        |
| Montpellier         | 2010–11             | Ligue 1              | 37       | 12       | 1    | 0   | 3            | 1            | 2           | 1           | —    | —    | 43        | 14        |
| Montpellier         | 2011–12             | Ligue 1              | 36       | 21       | 4    | 2   | 2            | 2            | —           | —           | —    | —    | 42        | 25        |
| Montpellier         | Tổng cộng           | Tổng cộng            | 73       | 33       | 5    | 2   | 5            | 3            | 2           | 1           | —    | —    | 85        | 39        |
| Arsenal             | 2012–13             | Premier League       | 34       | 11       | 4    | 2   | 2            | 2            | 7           | 2           | —    | —    | 47        | 17        |
| Arsenal             | 2013–14             | Premier League       | 36       | 16       | 5    | 3   | 1            | 0            | 9           | 3           | —    | —    | 51        | 22        |
| Arsenal             | 2014–15             | Premier League       | 27       | 14       | 5    | 3   | 0            | 0            | 3           | 1           | 1    | 1    | 36        | 19        |
| Arsenal             | 2015–16             | Premier League       | 38       | 16       | 5    | 3   | 2            | 0            | 8           | 5           | 1    | 0    | 54        | 24        |
| Arsenal             | 2016–17             | Premier League       | 29       | 12       | 3    | 2   | 1            | 0            | 6           | 2           | —    | —    | 39        | 16        |
| Arsenal             | 2017–18             | Premier League       | 16       | 4        | 0    | 0   | 3            | 0            | 6           | 3           | 1    | 0    | 26        | 7         |
| Arsenal             | Tổng cộng           | Tổng cộng            | 180      | 73       | 23   | 13  | 9            | 2            | 38          | 16          | 3    | 1    | 253       | 105       |
| Chelsea             | 2017–18             | Premier League       | 13       | 3        | 4    | 2   | —            | —            | 1           | 0           | —    | —    | 18        | 5         |
| Chelsea             | 2018–19             | Premier League       | 27       | 2        | 1    | 0   | 3            | 0            | 14          | 11          | 0    | 0    | 45        | 13        |
| Chelsea             | 2019–20             | Premier League       | 18       | 8        | 3    | 1   | 0            | 0            | 3           | 0           | 1    | 1    | 25        | 10        |
| Chelsea             | 2020–21             | Premier League       | 14       | 4        | 2    | 0   | 2            | 1            | 5           | 6           | —    | —    | 23        | 11        |
| Chelsea             | Tổng cộng           | Tổng cộng            | 72       | 17       | 10   | 3   | 5            | 1            | 23          | 17          | 1    | 1    | 119       | 39        |
| Milan               | 2021–22             | Serie A              | 29       | 11       | 4    | 3   | —            | —            | 5           | 0           | —    | —    | 38        | 14        |
| Milan               | 2022–23             | Serie A              | 33       | 13       | 1    | 0   | —            | —            | 12          | 5           | 1    | 0    | 47        | 18        |
| Milan               | 2023–24             | Serie A              | 35       | 15       | 1    | 0   | —            | —            | 11          | 2           | —    | —    | 47        | 17        |
| Milan               | Tổng cộng           | Tổng cộng            | 97       | 39       | 6    | 3   | 0            | 0            | 28          | 7           | 1    | 0    | 132       | 49        |
| Tổng cộng sự nghiệp | Tổng cộng sự nghiệp | Tổng cộng sự nghiệp  | 541      | 208      | 50   | 25  | 24           | 8            | 94          | 41          | 5    | 2    | 694       | 284       |

Ghi chú
1. ↑  Bao gồm FA Cup và Coupe de France.
2. ↑  Bao gồm Football League Cup và Coupe de la Ligue.
3. ↑  Bao gồm UEFA Champions League và UEFA Europa League.
4. ↑  Bao gồm FA Community Shield.

### Quốc tế
| Đội tuyển quốc gia | Năm       | Trận | Bàn thắng |
| ------------------ | --------- | ---- | --------- |
| Pháp               | 2011      | 2    | 0         |
| Pháp               | 2012      | 12   | 2         |
| Pháp               | 2013      | 12   | 3         |
| Pháp               | 2014      | 9    | 4         |
| Pháp               | 2015      | 10   | 4         |
| Pháp               | 2016      | 14   | 8         |
| Pháp               | 2017      | 10   | 8         |
| Pháp               | 2018      | 18   | 4         |
| Pháp               | 2019      | 10   | 6         |
| Pháp               | 2020      | 8    | 4         |
| Pháp               | 2021      | 6    | 3         |
| Pháp               | 2022      | 10   | 7         |
| Pháp               | 2023      | 9    | 3         |
| Pháp               | 2024      | 8    | 1         |
| Tổng cộng          | Tổng cộng | 137  | 57        |

#### Bàn thắng quốc tế
Tính đến trận đấu ngày 26 tháng 3 năm 2024.
| #  | Ngày                 | Địa điểm                                               | Đối thủ          | Bàn thắng | Kết quả | Giải đấu                      |
| -- | -------------------- | ------------------------------------------------------ | ---------------- | --------- | ------- | ----------------------------- |
| 1  | 29 tháng 2 năm 2012  | Weserstadion, Bremen, Đức                              | Đức              | 1–0       | 2–1     | Giao hữu                      |
| 2  | 16 tháng 10 năm 2012 | Sân vận động Vicente Calderón, Madrid, Tây Ban Nha     | Tây Ban Nha      | 1–1       | 1–1     | Vòng loại FIFA World Cup 2014 |
| 3  | 22 tháng 3 năm 2013  | Stade de France, Saint-Denis, Pháp                     | Gruzia           | 1–0       | 3–1     | Vòng loại FIFA World Cup 2014 |
| 4  | 11 tháng 10 năm 2013 | Sân vận động Công viên các Hoàng tử, Paris, Pháp       | Úc               | 2–0       | 6–0     | Giao hữu                      |
| 5  | 11 tháng 10 năm 2013 | Sân vận động Công viên các Hoàng tử, Paris, Pháp       | Úc               | 3–0       | 6–0     | Giao hữu                      |
| 6  | 27 tháng 5 năm 2014  | Stade de France, Saint-Denis, Pháp                     | Na Uy            | 2–0       | 4–0     | Giao hữu                      |
| 7  | 27 tháng 5 năm 2014  | Stade de France, Saint-Denis, Pháp                     | Na Uy            | 4–0       | 4–0     | Giao hữu                      |
| 8  | 8 tháng 6 năm 2014   | Sân vận động Pierre-Mauroy, Lille, Pháp                | Jamaica          | 4–0       | 8–0     | Giao hữu                      |
| 9  | 20 tháng 6 năm 2014  | Arena Fonte Nova, Salvador, Brasil                     | Thụy Sĩ          | 1–0       | 5–2     | FIFA World Cup 2014           |
| 10 | 29 tháng 3 năm 2015  | Sân vận động Geoffroy-Guichard, Saint-Étienne, Pháp    | Đan Mạch         | 2–0       | 2–0     | Giao hữu                      |
| 11 | 11 tháng 11 năm 2015 | Sân vận động Parken, Copenhagen, Đan Mạch              | Đan Mạch         | 1–0       | 2–0     | Giao hữu                      |
| 12 | 11 tháng 11 năm 2015 | Sân vận động Parken, Copenhagen, Đan Mạch              | Đan Mạch         | 2–0       | 2–0     | Giao hữu                      |
| 13 | 13 tháng 11 năm 2015 | Stade de France, Saint-Denis, Pháp                     | Đức              | 1–0       | 2–0     | Giao hữu                      |
| 14 | 25 tháng 3 năm 2016  | Johann Cruyff Arena, Amsterdam, Hà Lan                 | Hà Lan           | 2–0       | 3–2     | Giao hữu                      |
| 15 | 30 tháng 5 năm 2016  | Sân vận động Beaujoire, Nantes, Pháp                   | Cameroon         | 2–1       | 3–2     | Giao hữu                      |
| 16 | 4 tháng 6 năm 2016   | Sân vận động Saint-Symphorien, Metz, Pháp              | Scotland         | 1–0       | 3–0     | Giao hữu                      |
| 17 | 4 tháng 6 năm 2016   | Sân vận động Saint-Symphorien, Metz, Pháp              | Scotland         | 2–0       | 3–0     | Giao hữu                      |
| 18 | 10 tháng 6 năm 2016  | Stade de France, Saint-Denis, Pháp                     | România          | 1–0       | 2–1     | UEFA Euro 2016                |
| 19 | 2 tháng 7 năm 2016   | Stade de France, Saint-Denis, Pháp                     | Iceland          | 1–0       | 5–2     | UEFA Euro 2016                |
| 20 | 2 tháng 7 năm 2016   | Stade de France, Saint-Denis, Pháp                     | Iceland          | 5–1       | 5–2     | UEFA Euro 2016                |
| 21 | 1 tháng 9 năm 2016   | Sân vận động San Nicola, Bari, Ý                       | Ý                | 2–1       | 3–1     | Giao hữu                      |
| 22 | 25 tháng 3 năm 2017  | Sân vận động Josy Barthel, Luxembourg City, Luxembourg | Luxembourg       | 1–0       | 3–1     | Vòng loại FIFA World Cup 2018 |
| 23 | 25 tháng 3 năm 2017  | Sân vận động Josy Barthel, Luxembourg City, Luxembourg | Luxembourg       | 3–1       | 3–1     | Vòng loại FIFA World Cup 2018 |
| 24 | 2 tháng 6 năm 2017   | Roazhon Park, Rennes, Pháp                             | Paraguay         | 1–0       | 5–0     | Giao hữu                      |
| 25 | 2 tháng 6 năm 2017   | Roazhon Park, Rennes, Pháp                             | Paraguay         | 2–0       | 5–0     | Giao hữu                      |
| 26 | 2 tháng 6 năm 2017   | Roazhon Park, Rennes, Pháp                             | Paraguay         | 3–0       | 5–0     | Giao hữu                      |
| 27 | 9 tháng 6 năm 2017   | Friends Arena, Solna, Thụy Điển                        | Thụy Điển        | 1–0       | 1–2     | Vòng loại FIFA World Cup 2018 |
| 28 | 10 tháng 10 năm 2017 | Stade de France, Saint-Denis, Pháp                     | Belarus          | 2–0       | 2–1     | Vòng loại FIFA World Cup 2018 |
| 29 | 10 tháng 11 năm 2017 | Stade de France, Saint-Denis, Pháp                     | Wales            | 2–0       | 2–0     | Giao hữu                      |
| 30 | 23 tháng 3 năm 2018  | Stade de France, Saint-Denis, Pháp                     | Colombia         | 1–0       | 2–3     | Giao hữu                      |
| 31 | 28 tháng 5 năm 2018  | Stade de France, Saint-Denis, Pháp                     | Cộng hòa Ireland | 1–0       | 2–0     | Giao hữu                      |
| 32 | 9 tháng 9 năm 2018   | Stade de France, Saint-Denis, Pháp                     | Hà Lan           | 2–1       | 2–1     | UEFA Nations League 2018–19   |
| 33 | 20 tháng 11 năm 2018 | Stade de France, Saint-Denis, Pháp                     | Uruguay          | 1–0       | 1–0     | Giao hữu                      |
| 34 | 22 tháng 3 năm 2019  | Sân vận động Zimbru, Chișinău, Moldova                 | Moldova          | 3–0       | 4–1     | Vòng loại UEFA Euro 2020      |
| 35 | 25 tháng 3 năm 2019  | Stade de France, Saint-Denis, Pháp                     | Iceland          | 2–0       | 4–0     | Vòng loại UEFA Euro 2020      |
| 36 | 7 tháng 9 năm 2019   | Stade de France, Saint-Denis, Pháp                     | Albania          | 2–0       | 4–1     | Vòng loại UEFA Euro 2020      |
| 37 | 11 tháng 10 năm 2019 | Laugardalsvöllur, Reykjavík, Iceland                   | Iceland          | 1–0       | 1–0     | Vòng loại UEFA Euro 2020      |
| 38 | 14 tháng 10 năm 2019 | Stade de France, Saint-Denis, Pháp                     | Thổ Nhĩ Kỳ       | 1–0       | 1–1     | Vòng loại UEFA Euro 2020      |
| 39 | 14 tháng 11 năm 2019 | Stade de France, Saint-Denis, Pháp                     | Moldova          | 2–1       | 2–1     | Vòng loại UEFA Euro 2020      |
| 40 | 8 tháng 9 năm 2020   | Stade de France, Saint-Denis, Pháp                     | Croatia          | 4–2       | 4–2     | UEFA Nations League 2020–21   |
| 41 | 7 tháng 10 năm 2020  | Stade de France, Saint-Denis, Pháp                     | Ukraina          | 2–0       | 7–1     | Giao hữu                      |
| 42 | 7 tháng 10 năm 2020  | Stade de France, Saint-Denis, Pháp                     | Ukraina          | 3–0       | 7–1     | Giao hữu                      |
| 43 | 17 tháng 11 năm 2020 | Stade de France, Saint-Denis, Pháp                     | Thụy Điển        | 1–1       | 4–2     | UEFA Nations League 2020–21   |
| 44 | 17 tháng 11 năm 2020 | Stade de France, Saint-Denis, Pháp                     | Thụy Điển        | 3–1       | 4–2     | UEFA Nations League 2020–21   |
| 45 | 8 tháng 6 năm 2021   | Stade de France, Saint-Denis, Pháp                     | Bulgaria         | 2–0       | 3–0     | Giao hữu                      |
| 46 | 8 tháng 6 năm 2021   | Stade de France, Saint-Denis, Pháp                     | Bulgaria         | 3–0       | 3–0     | Giao hữu                      |
| 47 | 24 tháng 3 năm 2022  | Sân vận động Vélodrome, Marseille, Pháp                | Bờ Biển Ngà      | 1–1       | 2–1     | Giao hữu                      |
| 48 | 29 tháng 3 năm 2022  | Sân vận động Pierre-Mauroy, Villeneuve-d'Ascq, Pháp    | Nam Phi          | 2–0       | 5–0     | Giao hữu                      |
| 49 | 22 tháng 9 năm 2022  | Stade de France, Saint-Denis, Pháp                     | Áo               | 2–0       | 2–0     | UEFA Nations League 2022–23   |
| 50 | 22 tháng 11 năm 2022 | Sân vận động Al Janoub, Doha, Qatar                    | Úc               | 2–1       | 4–1     | FIFA World Cup 2022           |
| 51 | 22 tháng 11 năm 2022 | Sân vận động Al Janoub, Doha, Qatar                    | Úc               | 4–1       | 4–1     | FIFA World Cup 2022           |
| 52 | 4 tháng 12 năm 2022  | Sân vận động Al Thumama, Doha, Qatar                   | Ba Lan           | 1–0       | 3–1     | FIFA World Cup 2022           |
| 53 | 10 tháng 12 năm 2022 | Sân vận động Al Bayt, Doha, Qatar                      | Anh              | 2–1       | 2–1     | FIFA World Cup 2022           |
| 54 | 16 tháng 6 năm 2023  | Sân vận động Algarve, Faro/Loulé, Bồ Đào Nha           | Gibraltar        | 1–0       | 3–0     | Vòng loại UEFA Euro 2024      |
| 55 | 18 tháng 11 năm 2023 | Allianz Riviera, Nice, Pháp                            | Gibraltar        | 13–0      | 14–0    | Vòng loại UEFA Euro 2024      |
| 56 | 18 tháng 11 năm 2023 | Allianz Riviera, Nice, Pháp                            | Gibraltar        | 14–0      | 14–0    | Vòng loại UEFA Euro 2024      |
| 57 | 26 tháng 3 năm 2024  | Sân vận động Vélodrome, Marseille, Pháp                | Chile            | 3–1       | 3–2     | Giao hữu                      |